# Cupa Liechtensteinului
Cupa Liechtenstein sau Cupa LFV este o competiție din sistemul fotbalistic al statului Liechtenstein, organizată de Asociația de fotbal Liechtenstein. (engleză Liechtenstein Football Association). Este singura competiție din Liechtenstein care trimite o echipă în Europa League.

## Clasamentul UEFA
Coeficientul UEFA în 2013
- 42  (39)  Prima Ligă (Macedonia)
- 43  (44)  Kategoria superiore
- 44  (45)  Prima Ligă Malteză
- 45  (43)  Cupa Liechtensteinului
- 46  (49)  BGL Ligue
- 47  (48)  IFA Premiership
- 48  (46)  Prima Ligă (Țara Galilor)

## Istorie
Cupa LFV a fost fondata în anul 1946. Clubul cu cele mai multe trofee este FC Vaduz care a câștigat competiția de 39 de ori. Este singura competiție oficială din Liechtenstein, stat care nu are un campionat propriu. Echipele din Liechtenstein participă în campionatul de fotbal al Elveției.

## Recorduri
| Club              | Nivel Ligă | Finale | Câștigate | Pierdute |
| ----------------- | ---------- | ------ | --------- | -------- |
| FC Vaduz          | 2          | 51     | 39        | 12       |
| FC Balzers        | 4          | 24     | 11        | 13       |
| FC Triesen        | 7          | 18     | 8         | 10       |
| USV Eschen/Mauren | 3          | 18     | 4         | 14       |
| FC Schaan         | 5          | 13     | 3         | 10       |
| FC Ruggell        | 6          | 6      | -         | 6        |
| FC Triesenberg    | 6          | -      | -         | -        |

## Finalele Cupei LFV
| - 1946 FC Triesen 3–1 FC Vaduz - 1947 FC Triesen 2–0 FC Vaduz - 1948 FC Triesen 4–2 FC Vaduz - 1949 FC Vaduz 2–1 FC Triesen - 1950 FC Triesen 3–2 FC Vaduz - 1951 FC Triesen 3–1 FC Vaduz - 1952 FC Vaduz 2–0 FC Triesen - 1953 FC Vaduz 4–2 FC Triesen - 1954 FC Vaduz 1–0 FC Triesen - 1955 FC Schaan 1–0 FC Vaduz - 1956 FC Vaduz 4–1 FC Schaan - 1957 FC Vaduz 4–0 FC Schaan - 1958 FC Vaduz 2–0 FC Triesen - 1959 FC Vaduz 3–0 FC Triesen - 1960 FC Vaduz 3–2 FC Schaan - 1961 FC Vaduz 3–0 FC Schaan - 1962 FC Vaduz 4–0 FC Schaan - 1963 FC Schaan 3–1 FC Ruggell - 1964 FC Balzers 1–0 FC Triesen - 1965 FC Triesen 4–3 FC Schaan - 1966 FC Vaduz 7–0 FC Schaan - 1967 FC Vaduz 2–1 FC Triesen - 1968 FC Vaduz 4–2 FC Triesen - 1969 FC Vaduz 1–0 FC Triesen - 1970 FC Vaduz 2–1 FC Schaan - 1971 FC Vaduz 4–2 FC Schaan - 1972 FC Triesen 2–1 FC Vaduz | - 1973 FC Balzers 2–1 FC Ruggell - 1974 FC Vaduz 2–2 FC Balzers (4–3 pen) - 1975 FC Triesen 5–2 FC Balzers - 1976 USV Eschen/Mauren 3–1 FC Balzers - 1977 USV Eschen/Mauren 0–0 FC Vaduz (4–2 pen) - 1978 USV Eschen/Mauren 3–1 FC Ruggell - 1979 FC Balzers 3–1 USV Eschen/Mauren - 1980 FC Vaduz 1–1 FC Balzers (4–2 pens) - 1981 FC Balzers 3–0 FC Ruggell - 1982 FC Balzers 5–0 USV Eschen/Mauren - 1983 FC Balzers 1–1 USV Eschen/Mauren (5–3 pen) - 1984 FC Balzers 2–0 FC Vaduz - 1985 FC Vaduz 3–1 USV Eschen/Mauren - 1986 FC Vaduz 2–0 FC Balzers - 1987 USV Eschen/Mauren 1–0 FC Vaduz - 1988 FC Vaduz 2–0 USV Eschen/Mauren - 1989 FC Balzers 4–2 USV Eschen/Mauren | - 1990 FC Vaduz 4–1 USV Eschen/Mauren - 1991 FC Balzers 2–1 FC Vaduz - 1992 FC Vaduz 2–1 FC Balzers - 1993 FC Balzers 5–2 FC Schaan - 1994 FC Schaan 3–0 FC Balzers - 1995 FC Vaduz 3–1 USV Eschen/Mauren - 1996 FC Vaduz 1–0 USV Eschen/Mauren - 1997 FC Balzers 3–2 FC Vaduz - 1998 FC Vaduz 5–1 USV Eschen/Mauren - 1999 FC Vaduz 3–2 FC Balzers - 2000 FC Vaduz 6–0 FC Balzers - 2001 FC Vaduz 9–0 FC Ruggell - 2002 FC Vaduz 6–1 USV Eschen/Mauren - 2003 FC Vaduz 6–0 FC Balzers - 2004 FC Vaduz 5–0 FC Balzers - 2005 FC Vaduz 4–1 USV Eschen/Mauren - 2006 FC Vaduz 4–2 FC Balzers - 2007 FC Vaduz 8–0 FC Ruggell - 2008 FC Vaduz 4–0 FC Balzers - 2009 FC Vaduz 2–1 USV Eschen/Mauren - 2010 FC Vaduz 1–1 USV Eschen/Mauren (4–2 pen) |